# 胡斯雕像

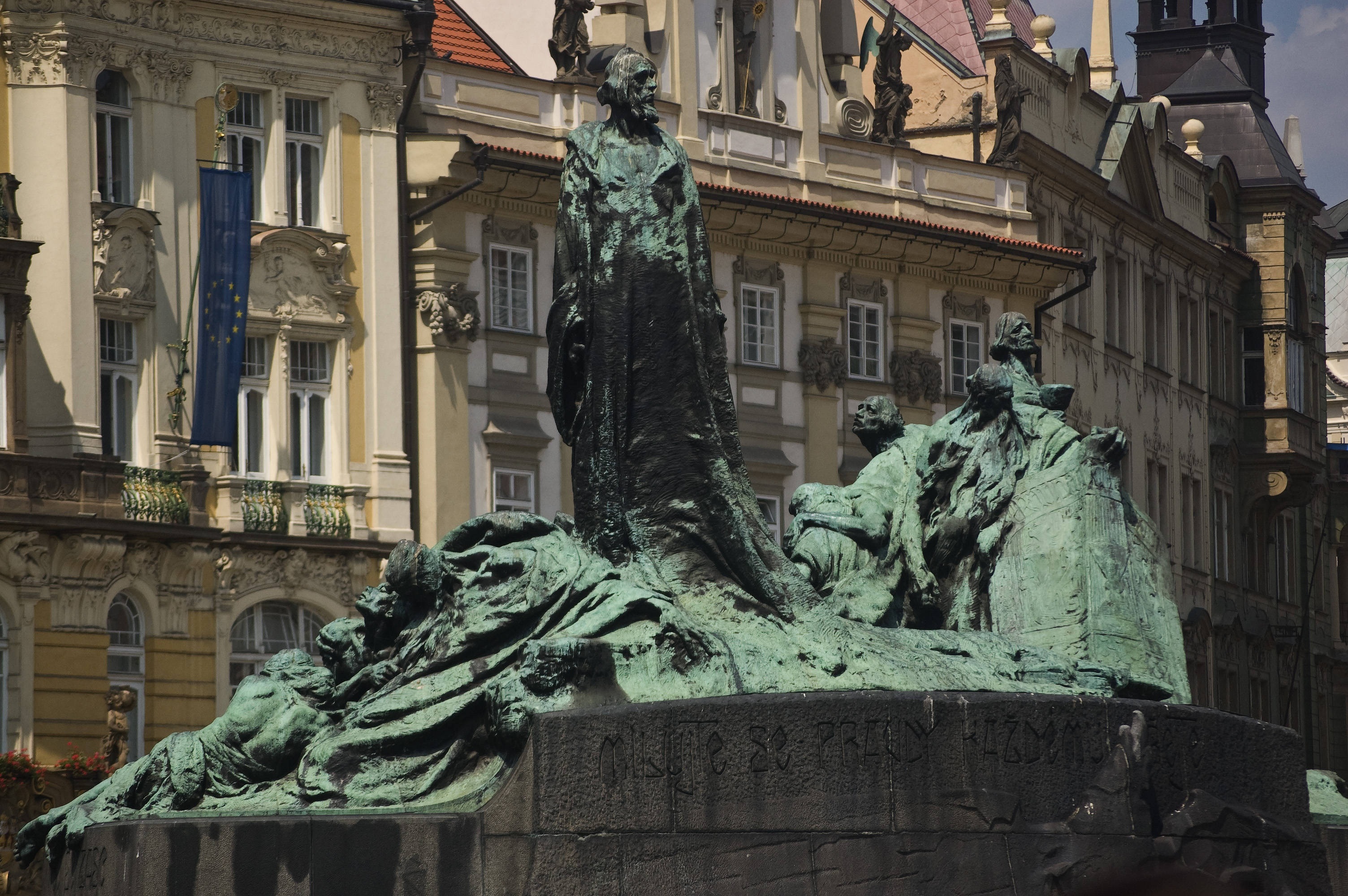
舊城广场的胡斯雕像

胡斯雕像（Pomník mistra Jana Husa）位于捷克首都布拉格舊城广场的一端，雕像描绘波希米亞的反教廷威權學者扬·胡斯、胜利的胡斯派勇士和新教徒，他们被迫流亡200年，而一位年轻的母亲象征国家的再生。这雕像揭幕于1915年，以纪念殉道500周年。雕像的设计者是拉吉斯拉夫‧沙羅溫，完全由捐款建成。

## 簡介
胡斯出生于1370年，是布拉格一位在當地有影响力的哲学家、宗教家與改革家。胡斯擔任布拉格大學的校長，是宗教改革的先驅，反對教皇的贖罪券，认为弥撒应该使用本国母语而不是拉丁语，还接受威克里夫的许多教导。最终胡斯被教廷康斯坦茨宗教会议判处有罪，1415年火刑處死。   
在19世纪，胡斯成为反抗哈布斯堡王朝统治的标志。1915年第一次世界大战期间，胡斯雕像完成。数十年后，捷克斯洛伐克处于蘇聯统治下，静默地坐在胡斯雕像下成为抗议共产党统治的一种表达方式。
另一座纪念胡斯的雕像位于美国纽约长岛波西米亚的联合公墓，1893年由捷克移民捐建，是美国第一座纪念外国人的雕像。
布拉格老城广场的胡斯纪念雕像周边雕刻的铭文：
„Milujte se, pravdy každému přejte“ - “Love each other and wish the truth to everyone” 彼此相爱，愿真理给每一个人。
„Věřím, že po přejití bouří hněvu vláda věcí Tvých k Tobě se zase navrátí, ó lide český“ - “I believe, that the anger thunders will cease and that the government of your affairs will return to your hands, Czech folk” 我相信在跨越暴怒以后，你们的政府事务必将失而复得，捷克的人们！